# Sean Connery
Sir Thomas Sean Connery (25. august 1930 i Edinburgh, Skotland - 31. oktober 2020) var en skotsk skuespiller. Han fik succes som den første skuespiller, der spillede den fiktive britiske agent James Bond i sammenlagt syv James Bond-film mellem 1962 og 1983. Den første film var Dr. No (1962), og Connery havde rollen i seks af Eon Productions' film og havde sin sidste rolle som Bond i Never Say Never Again der var produceret af Jack Schwartzman.
Connery begyndte at spille skuespil på mindre teatre og tv-produktioner indtil sit gennembrud som Bond. Selvom han ikke brød sig om den opmærksomhed som rollen gav ham uden for lærredet, så gav filmenes succes ham tilbud om roller i film blandt berømte instruktører som Alfred Hitchcock, Sidney Lumet og John Huston. Disse film inkluderer Marnie (1964), The Hill (1965), Murder on the Orient Express (1974), The Man Who Would Be King (1975), A Bridge Too Far (1977), Highlander (1986), Rosens navn (1986), De uovervindelige (1987), Indiana Jones and the Last Crusade (1989), Jagten på Røde Oktober (1990), Dragonheart (1996), The Rock (1996) og Finding Forrester (2000). Connery trak sig officielt tilbage fra skuespil i 2006, men vendte kort tilbage for en enkelt film, hvor han lagde stemme til en karakter i 2012.
Hans arbejde er blevet anerkendt med en Academy Award, to BAFTA Awards (inklusive BAFTA Fellowship), og tre Golden Globes, inklusive Cecil B. DeMille Award og en Henrietta Award. I 1987 blev han gjort til kommandør i Order of Arts and Letters i Frankrig, og han modtog den amerikanske Kennedy Center Honors lifetime achievement award i 1999. Connery blev slået til ridder ved 2000 New Year Honours for sine bidrag til filmgenren.
I 2004 blev Connery stemt ind som "The Greatest Living Scot" af Sunday Heraldog i 2011 blev han stemt ind som "Scotland's Greatest Living National Treasure" af EuroMillions. I tidsskriftet People blev han stemt ind som både "Sexiest Man Alive" i 1989 og "Sexiest Man of the Century" i 1999.

## Biografi
Sean Connery blev berømt som den britiske agent James Bond. Efter fem Bond-film i perioden 1962-67 ønskede Connery at komme væk fra Bond-rollen. Han gik dog senere med til at påtage sig rollen i Diamanter Varer Evigt i 1971 samt Never Say Never Again i 1983. Han vandt en Oscar for rollen som Chicago-politimanden Jimmy Malone i filmen De uovervindelige (1987).
Han blev udnævnt til ridder i 2000.
Han blev gift med skuespilleren Diane Cilento 6. december 1962 og skilt 6. september 1973; de fik sønnen Jason Connery, som også er blevet skuespiller. Connery blev gift med Micheline Roquebrune i 1975.
Sean Connery var 31 år, da Patricia Lewis skrev, at han ville passe til at spille Ian Flemings agent 007. Fleming havde hjerteproblemer og behøvede en filmkontrakt, selv om hans bøger havde solgt i 50 millioner eksemplarer. Bond skulle kombinere elegance og stil med at være en kvindebedårer og drabsmand. Roger Moore var også dengang inde i billedet, men instruktøren Terence Young havde tidligere arbejdet sammen med Connery og ville give ham en chance. Han opfordrede ham til at komme til samtale i jakkesæt og slips; i stedet troppede Connery op i fritidsantræk. Han talte en del om sin tolkning af rollen, men ville ikke prøvefilme. Enten hyrede de ham, eller de lod være. Da han var gået, kiggede filmfolkene efter ham fra vinduet. Angiveligt var det et afgørende øjeblik, da de så ham krydse gaden: "Han skridtede over, som om han var Superman." Rollen var hans. For den sjette Bond-film, Diamanter varer evigt, sikrede han sig et honorar på ti millioner kroner og en procentdel af overskuddet.

## Udvalgt filmografi
- Dr. No (1962)
- From Russia with Love (1963)
- Goldfinger (1964)
- Thunderball (1965)
- The Hill (1965)
- You Only Live Twice (1967), hvor Sean Connery samarbejdede med kampkunst-koordinatoren Donn F. Draeger blandt andet omkring Kendo-teknikker.[11]
- Diamanter varer evigt (1971)
- Mordet i Orientekspressen (1974)
- Manden der ville være konge (1975)
- Robin og Marian (1976)
- Never Say Never Again (1983)
- Highlander (1986)
- Rosens navn (1986)
- De uovervindelige (1987)
- Indiana Jones og Det Sidste Korstog (1989)
- Jagten på Røde Oktober (1990)
- Det russiske hus (1990)
- Highlander 2 (1991)
- Medicine Man (1992)
- Rising sun' (1993)
- First Knight (1995)
- Dragonheart (1996)
- The Rock (1996)
- Entrapment (1999, Lokkeduen på dansk)
- Finding Forrester (2000)
- Det Hemmelighedsfulde Selskab (2003)